# アンベール城
座標: 北緯26度59分07秒 東経75度51分05秒 / 北緯26.985265度 東経75.851369度

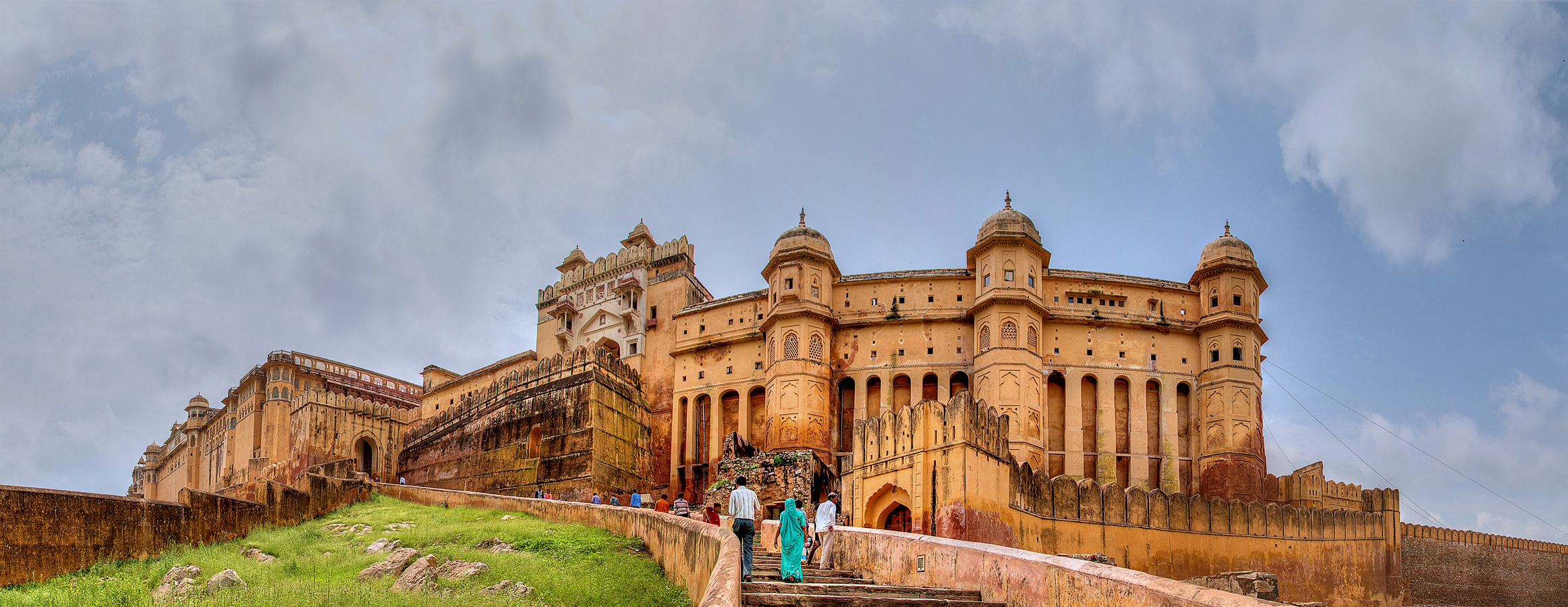
アンベール城（世界遺産）

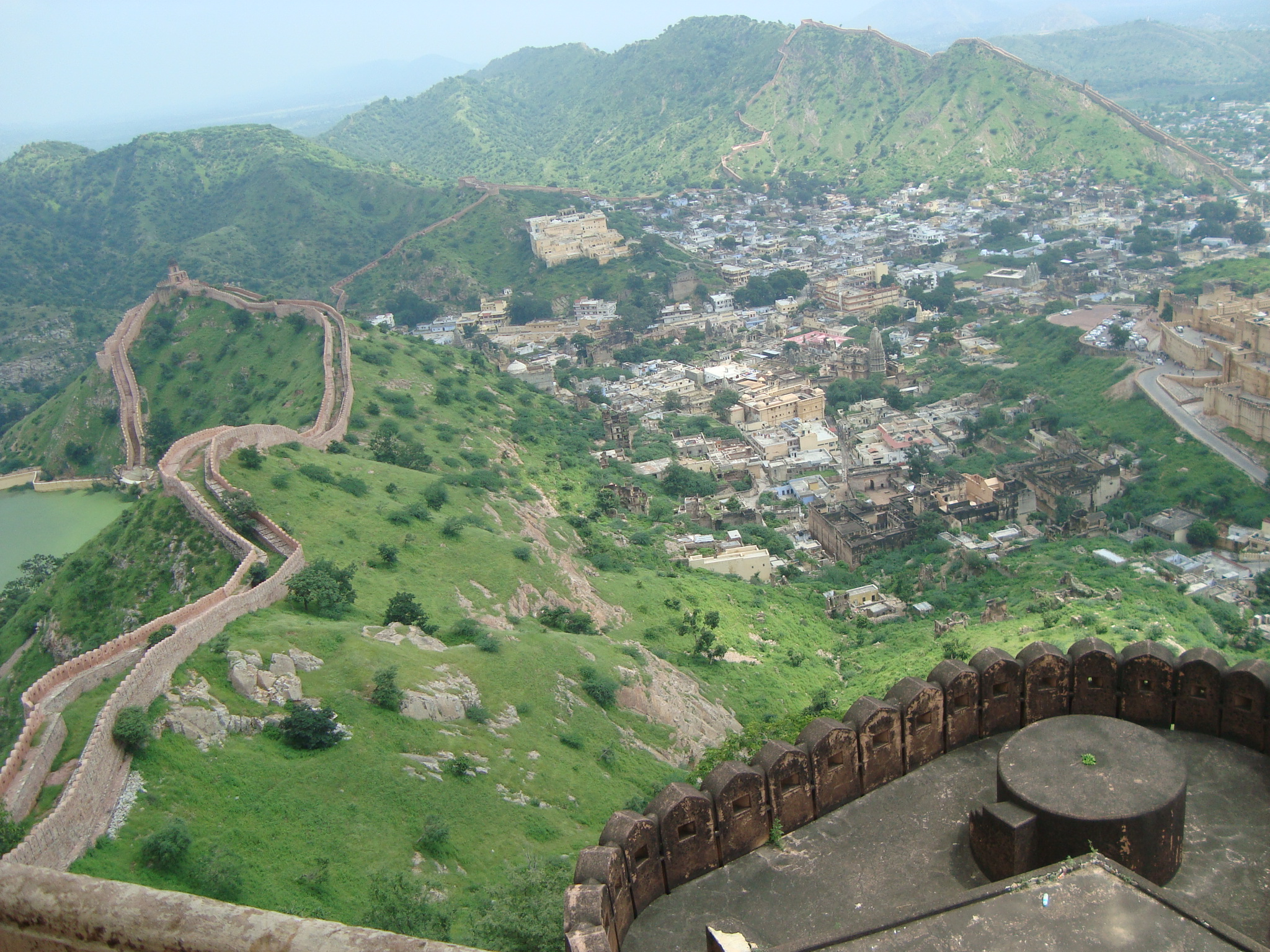
周囲をジャイガル城砦の城壁が取り囲む。右端がアンベール城

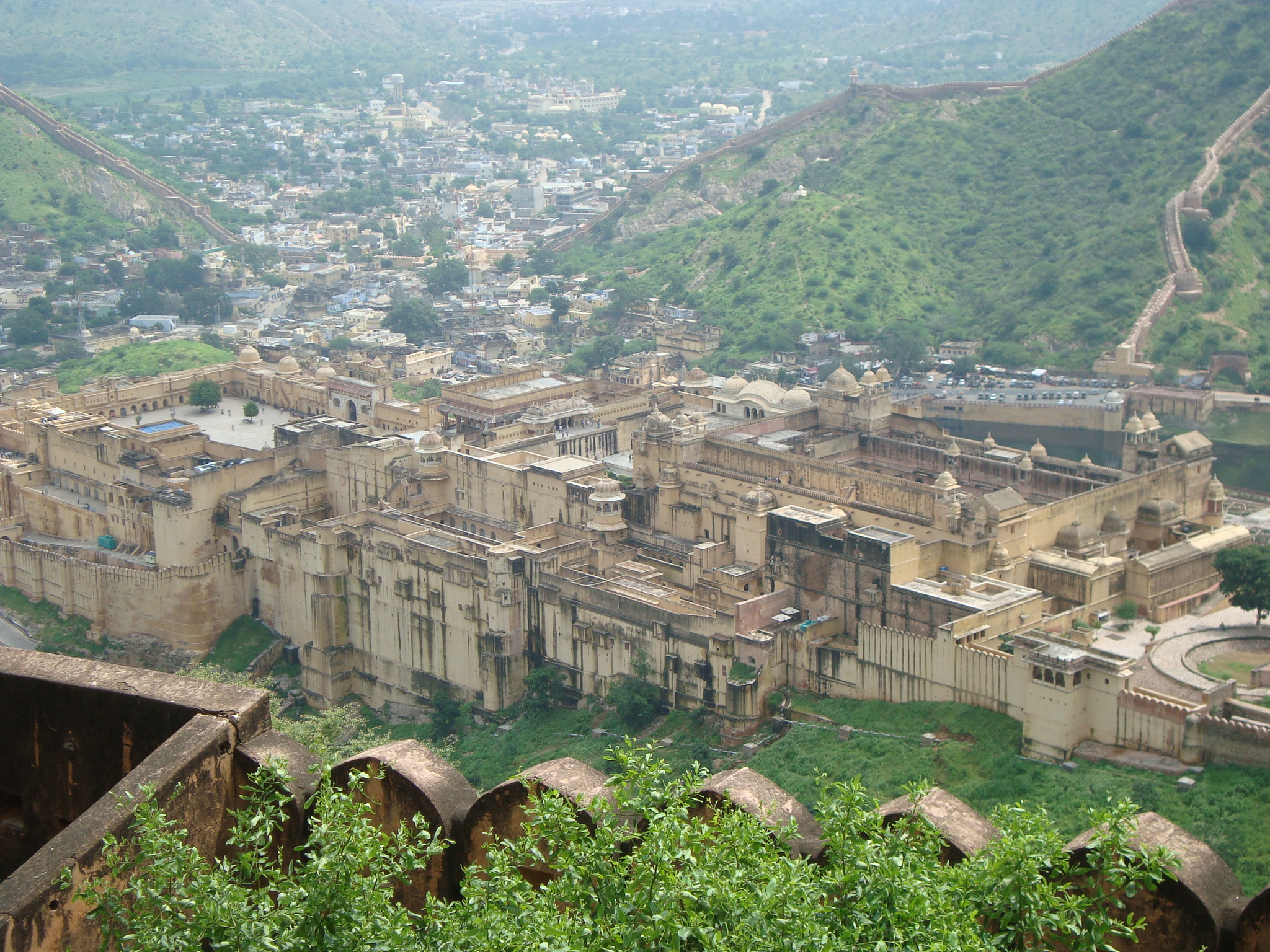
ジャイガル城砦から見たアンベール城

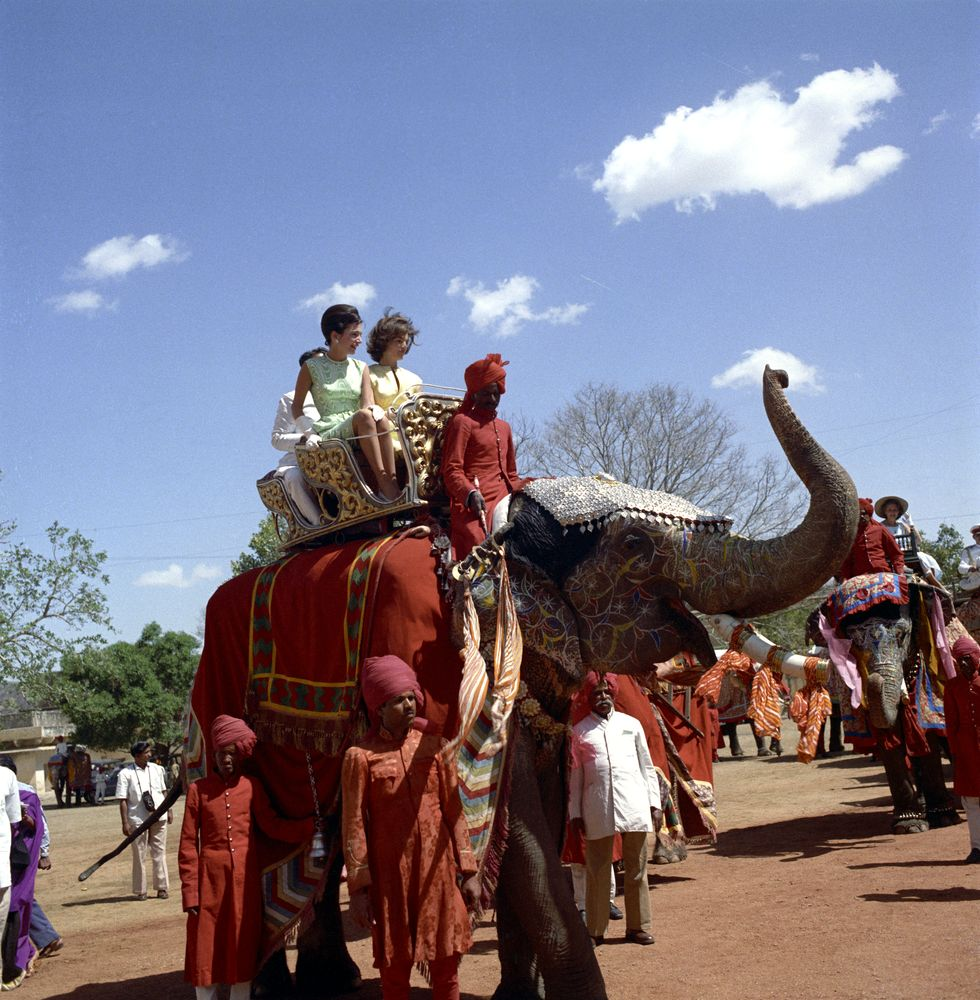
象タクシー

アンベール城（英語: Amber Fort　ヒンディー語: आमेर क़िला）は、インドのラージャスターン州、ジャイプルの郊外の北東11kmの城郭都市アンベールにある宮殿。宮殿後ろの山上にジャイガル城砦あり、隠れた通路でつながっている。
ヒンディー語では「アーメール（Amer）」と発音するので、アンベール（Amber）という発音は間違いである。

## 歴史
アンベールは、ラージプートのカチワーハー家の王国・アンベール王国の首都であった。ムガル帝国の第3代君主アクバル1世は、1562年にアンベール王の娘と結婚してアンベール王国と同盟したのを皮切りに、アンベールをはじめとするラージプートの王侯を次々に連合して傘下に加えていった。
1592年から、もともと城砦があった所にラージャ・マーン・シングによる大規模な築城が始められた。
1727年、アンベール王ジャイ・シング2世はアンベールから自らの名を冠したジャイプルへと遷都するまで、改築が続けられた。
かつては城主などに限られていたが、現在は観光客が象に乗って城のある丘まで登ることができる。

## 世界遺産
2013年、「ラージャスターンの丘陵城塞群」として世界文化遺産に登録。

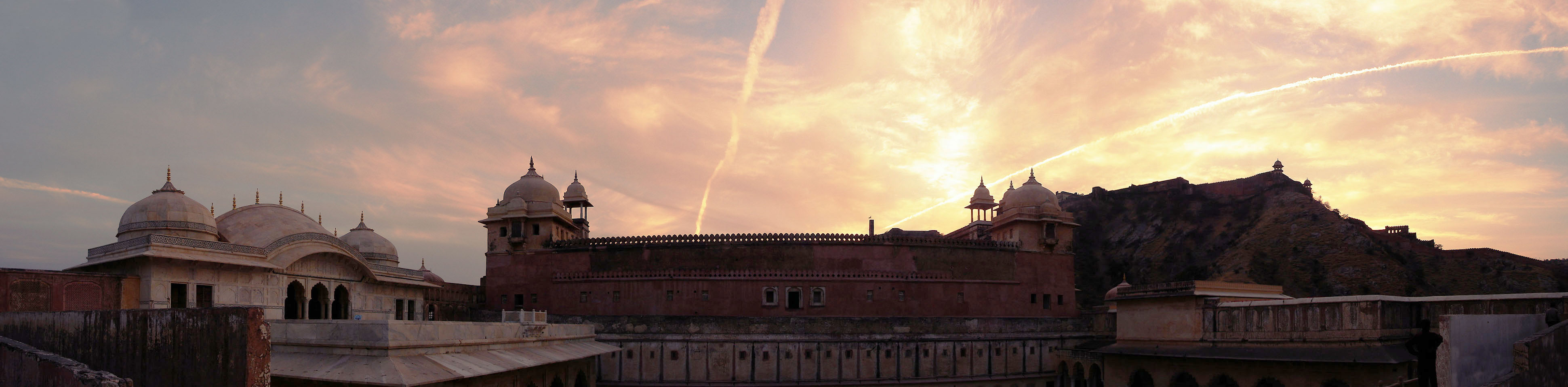
アンベール宮殿と山上のジャイガル城

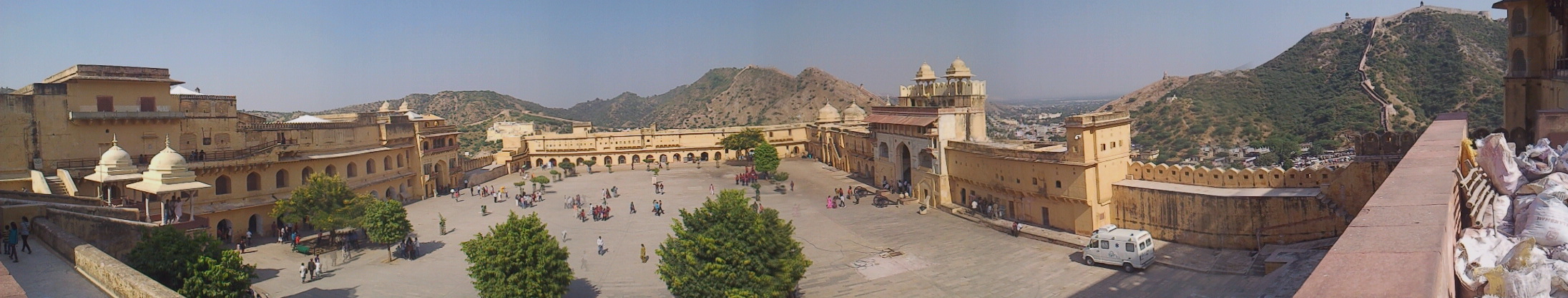
ジャレブチョーク（中庭）

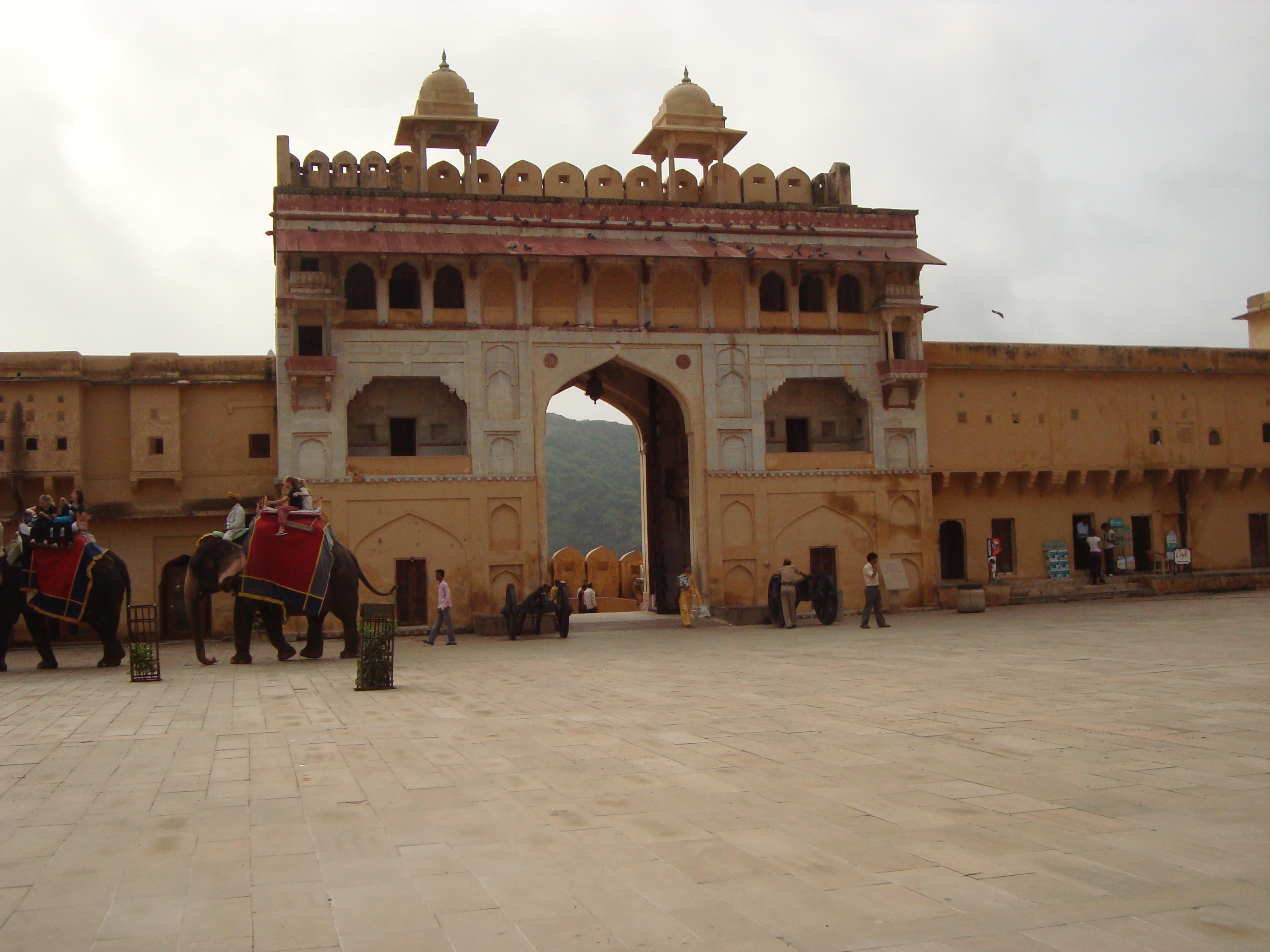
太陽門
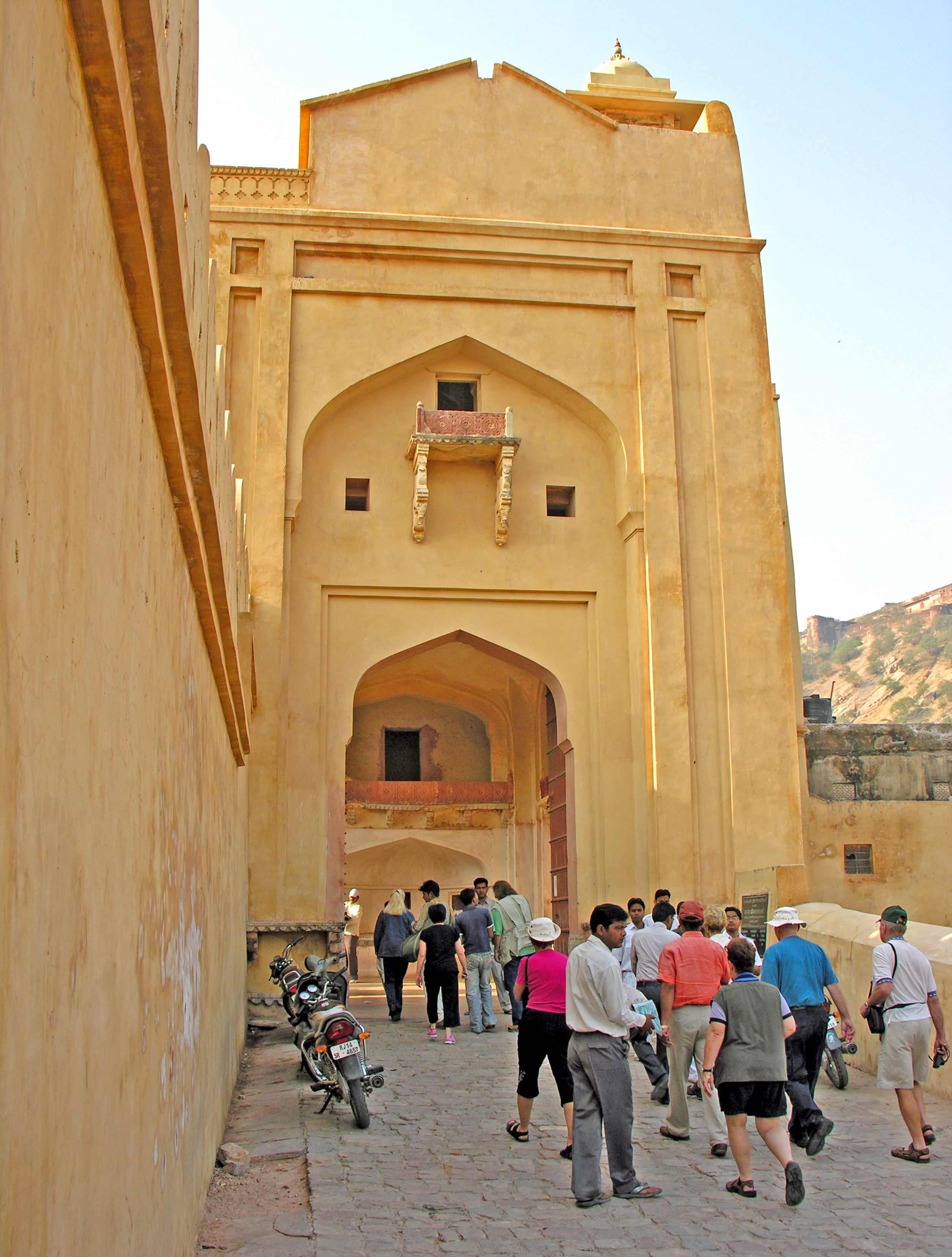
月の門
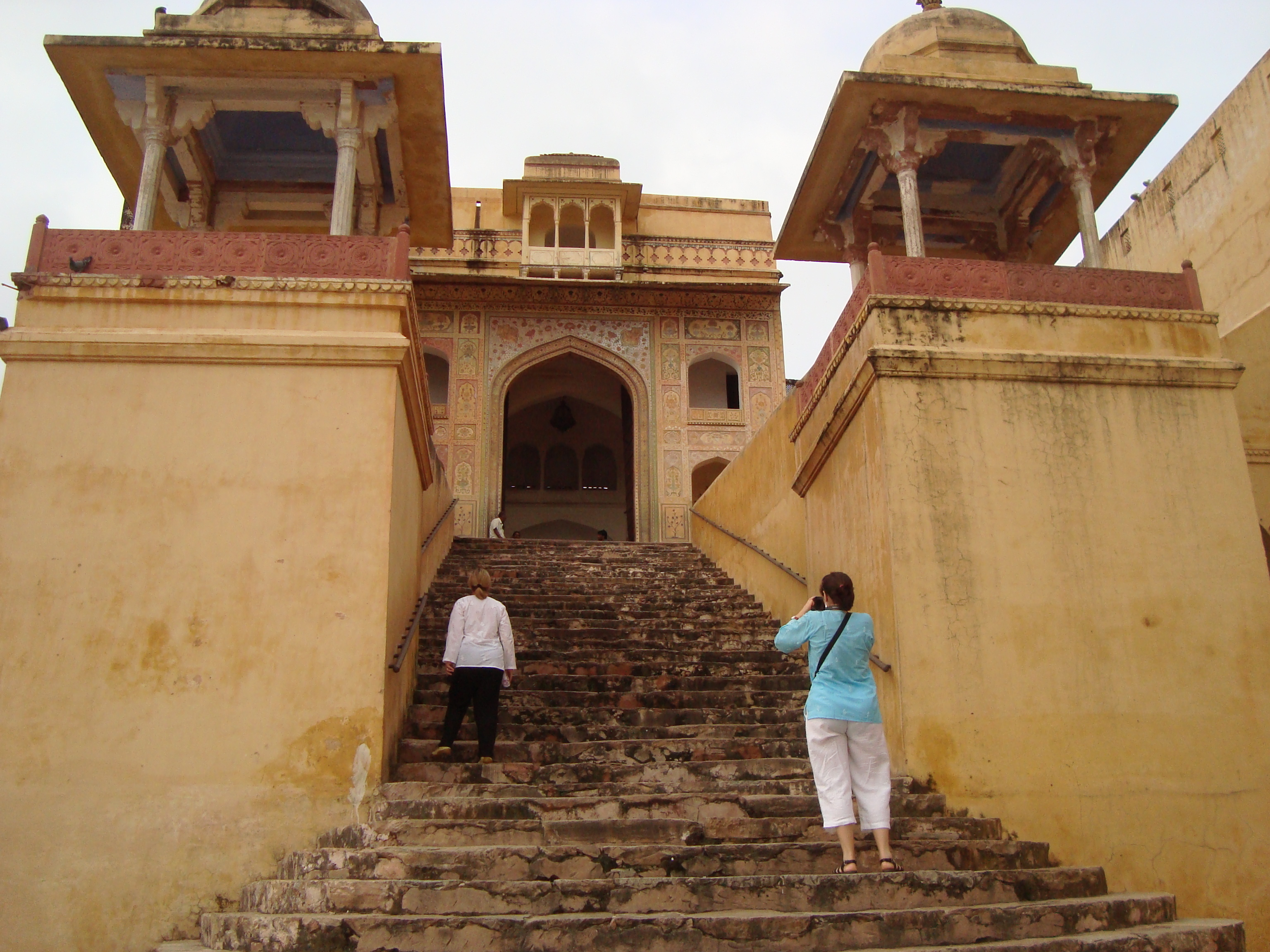
ライオン門
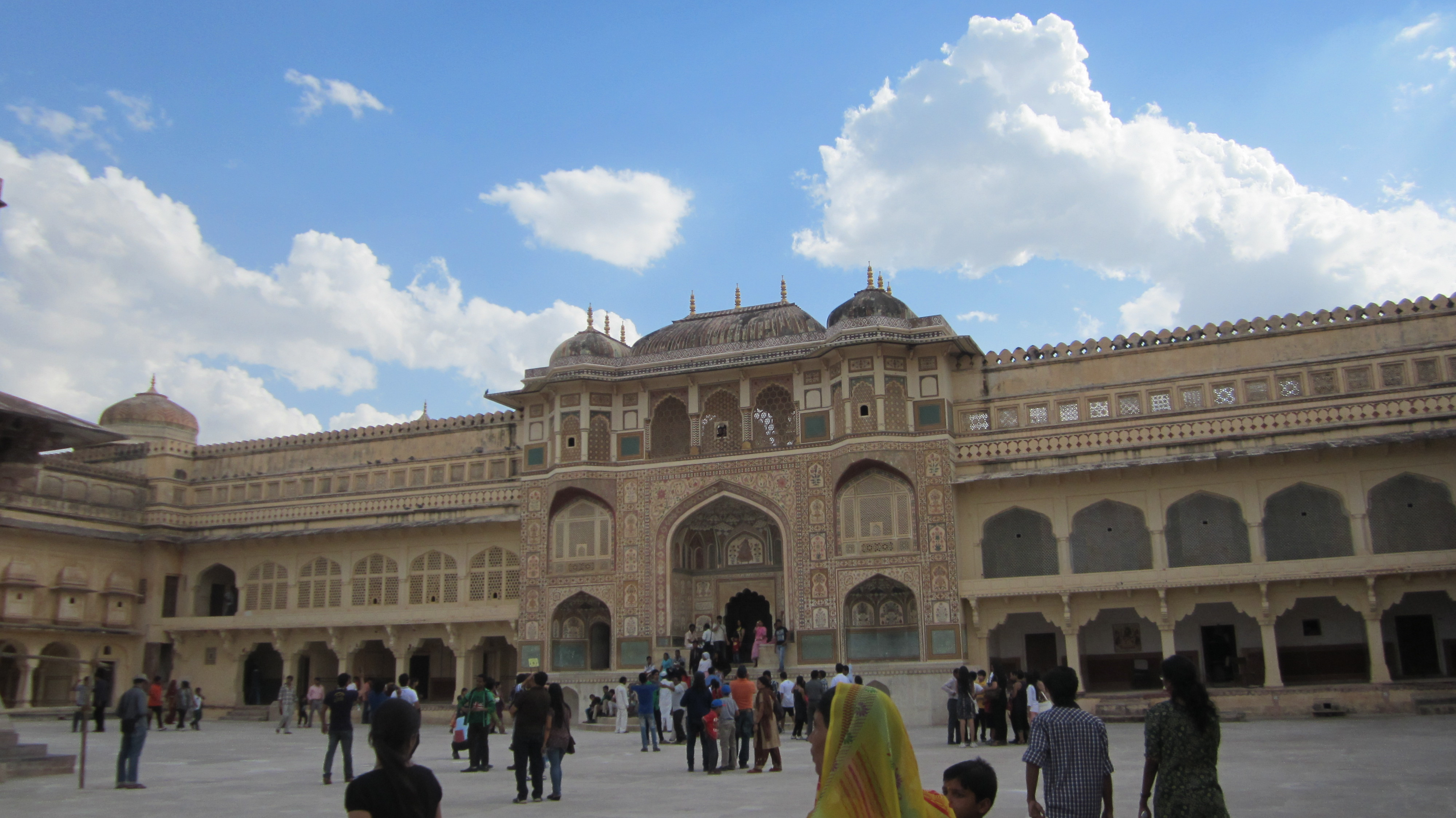
ガネーシャ門
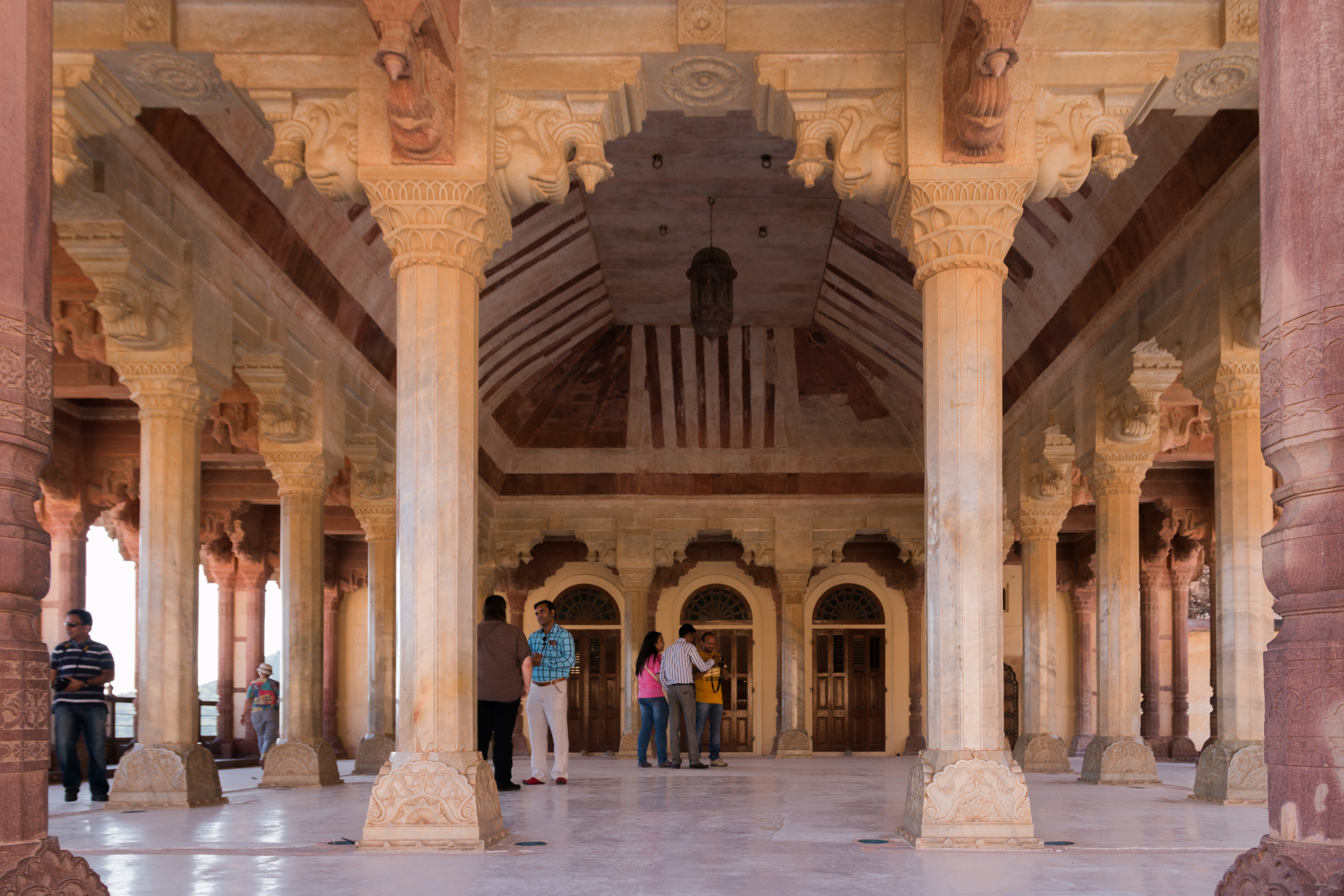
ディーワーネ・アーム（一般謁見の間）
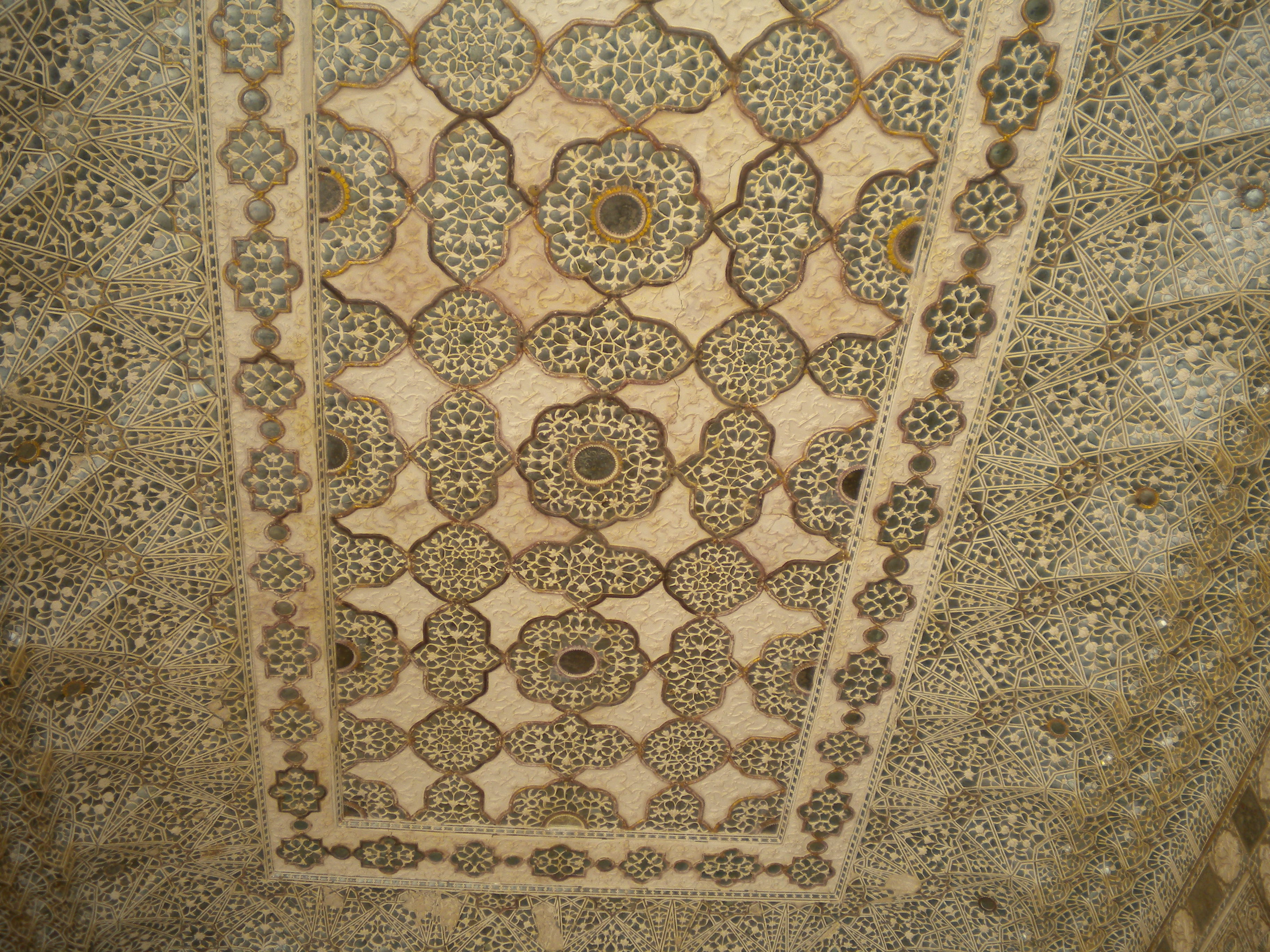
ディーワーネ・アーム内部の装飾
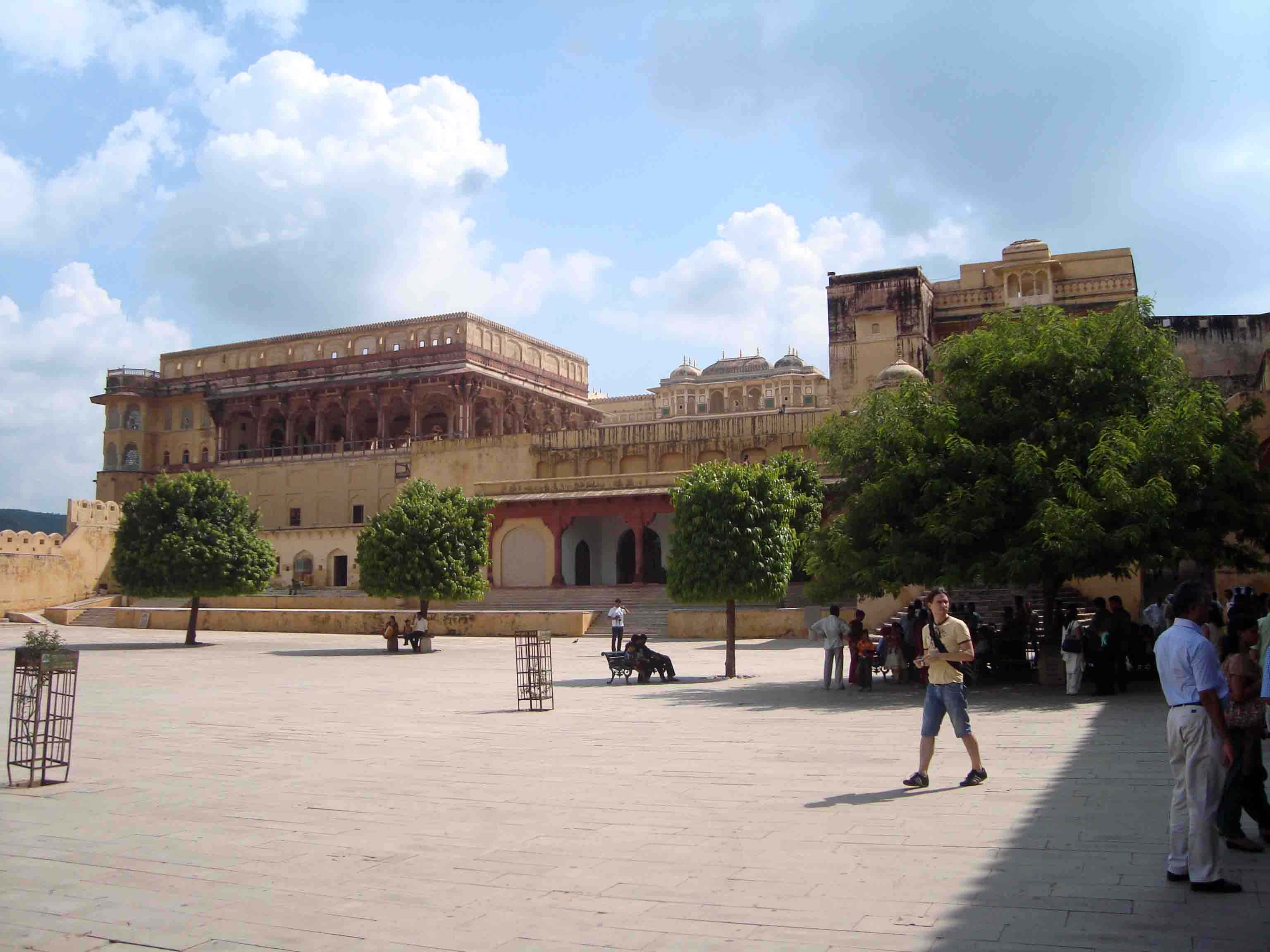
ディーワーネ・アーム一般謁見殿
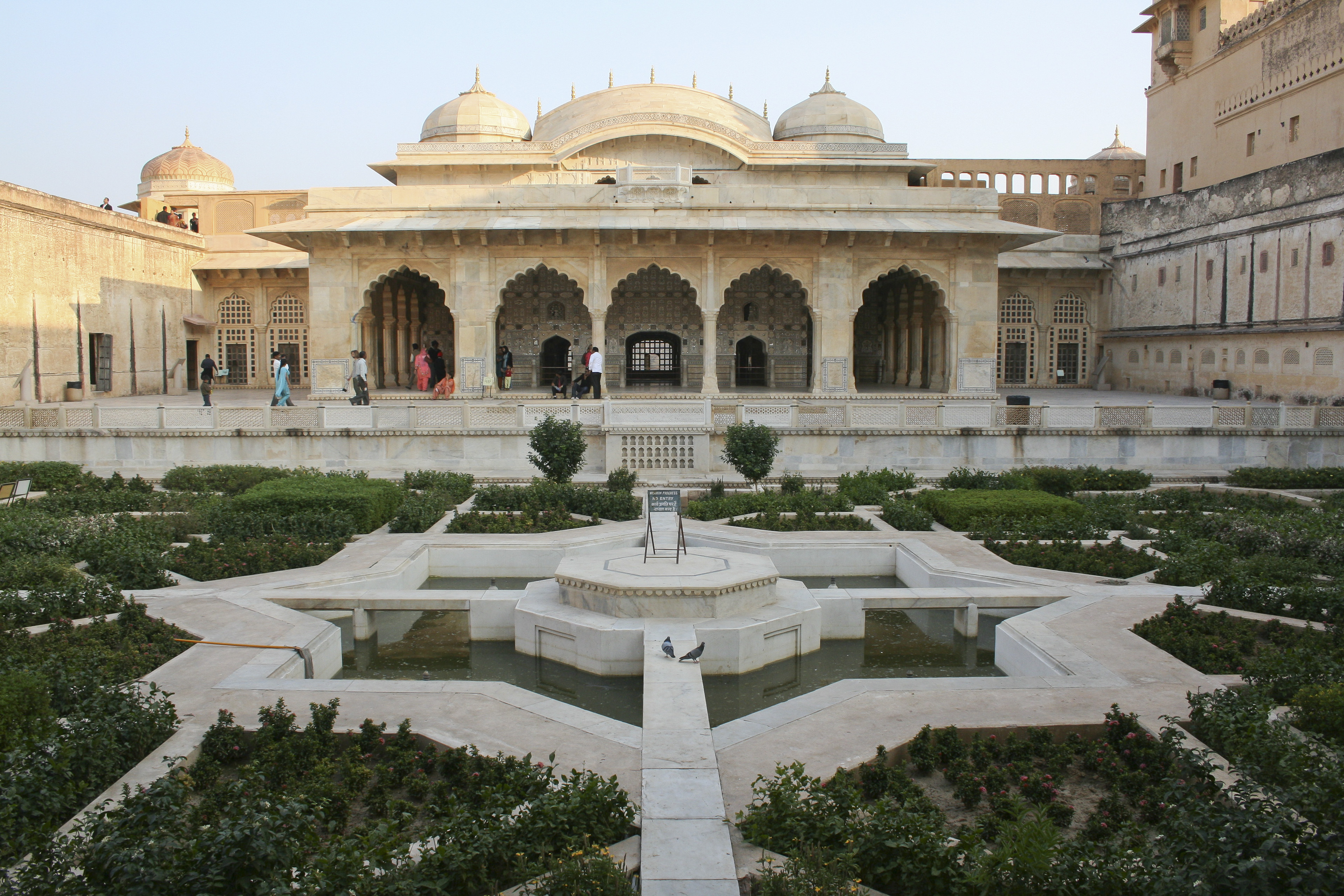
ディーワーニー・カース（貴賓謁見殿）
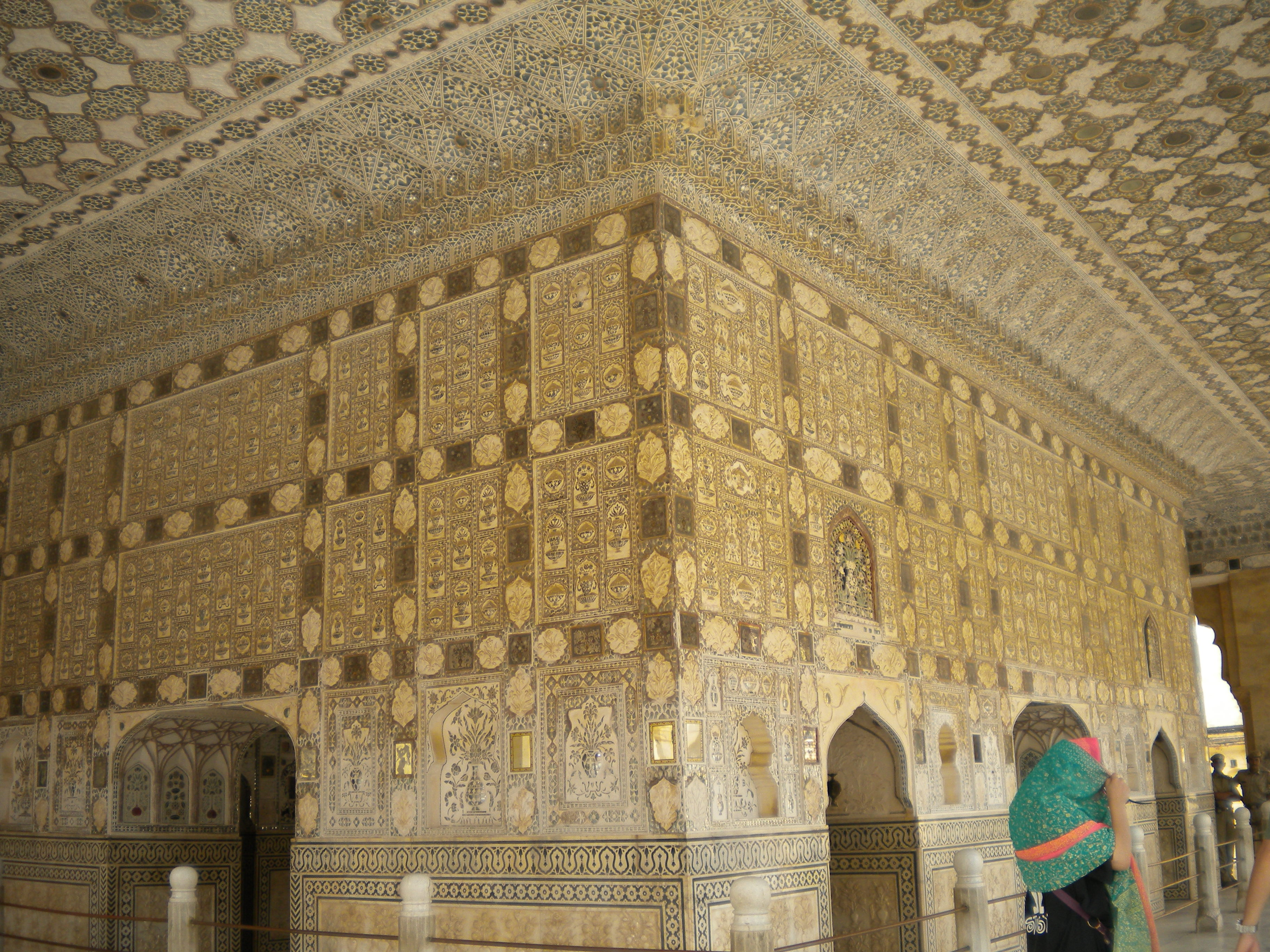
鏡の装飾が施されている。
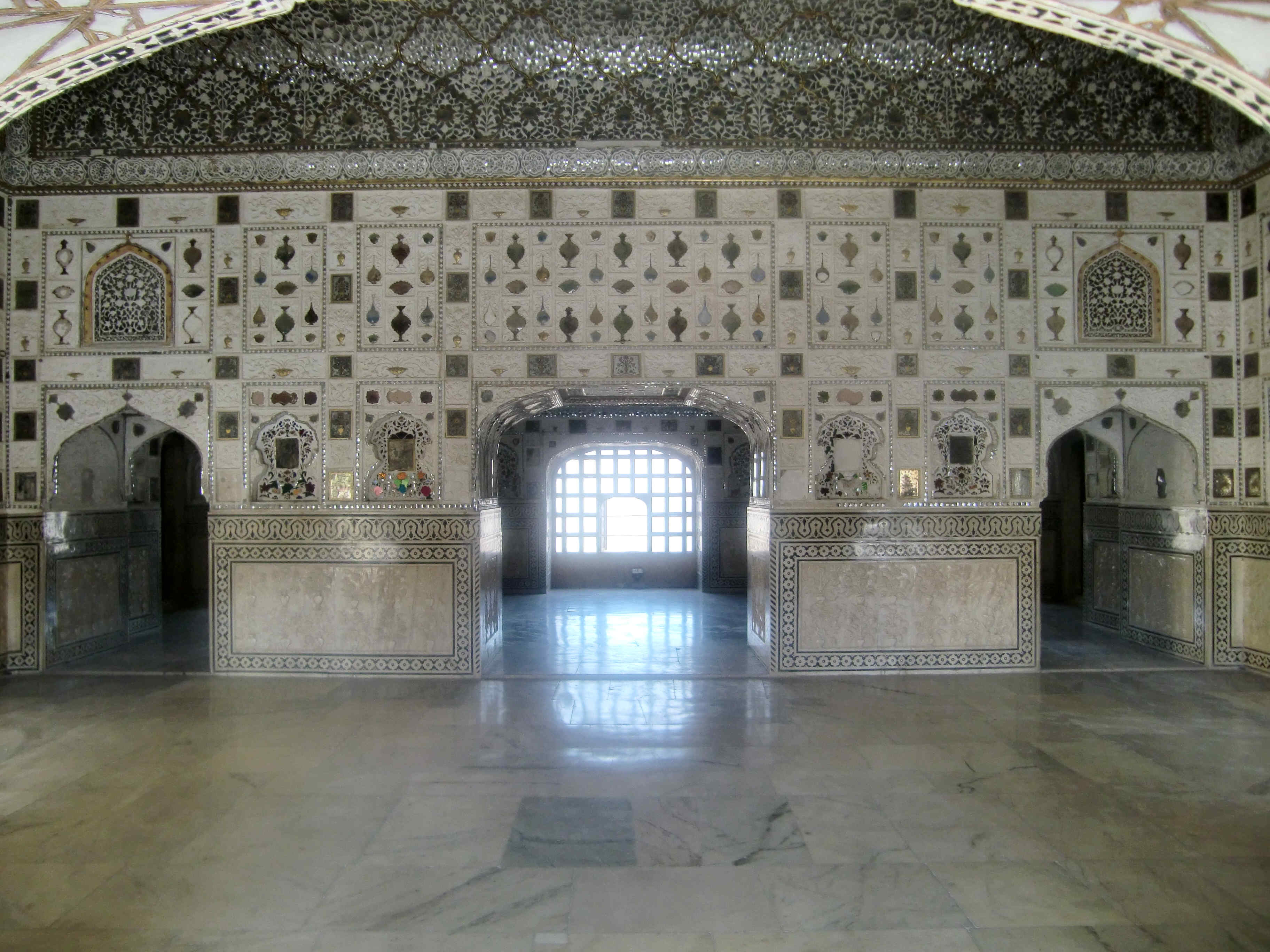
勝利の間（鏡の間）
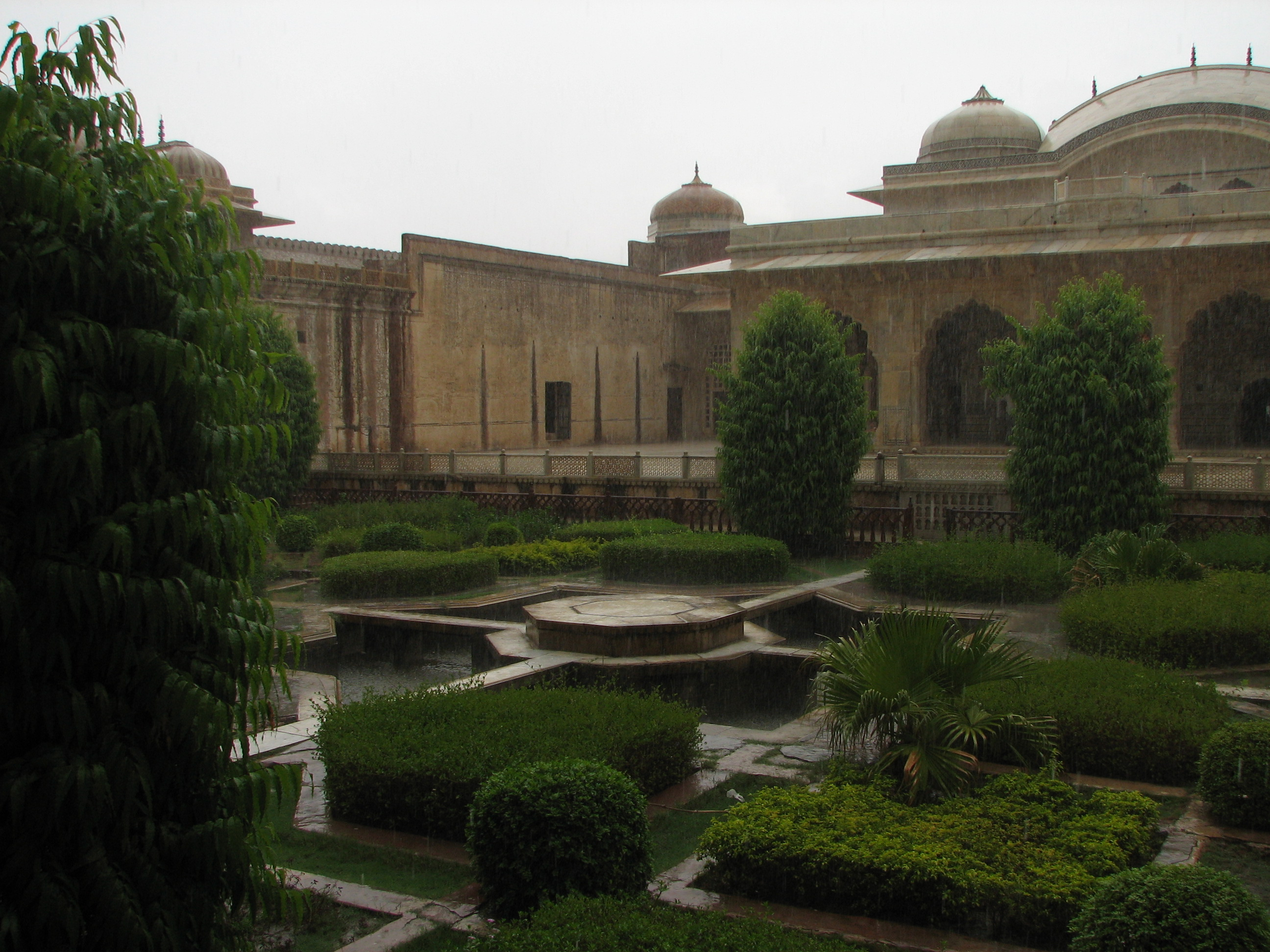
モンスーン庭園（中庭）
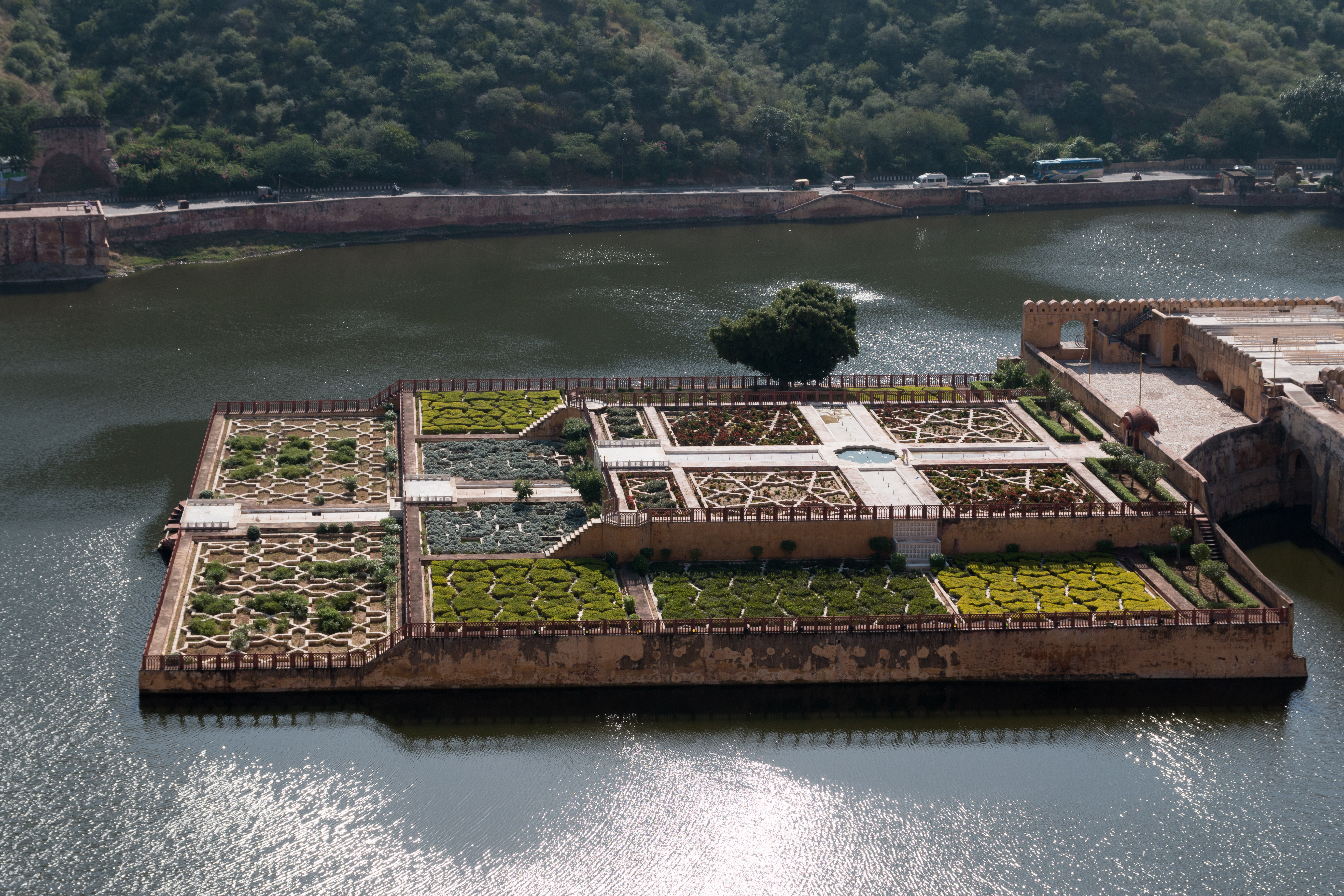
ケサール・カヤーリー・バーグ水上庭園
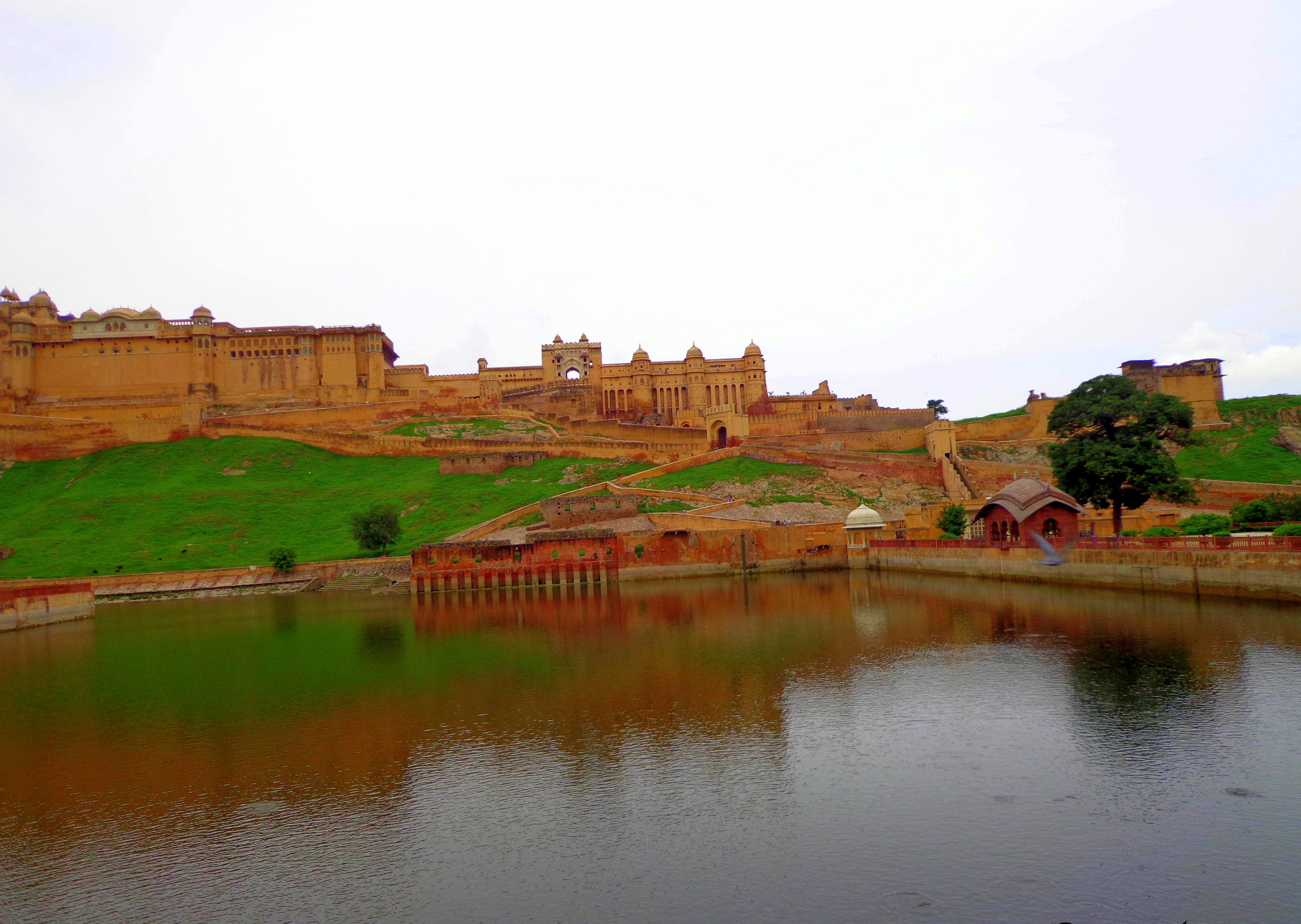
人工湖のマオタ湖